# Austropeltum
Austropeltum — рід грибів родини Sphaerophoraceae. Назва вперше опублікована 1992 року.

## Класифікація
До роду Austropeltum відносять 1 вид:
- Austropeltum glareosum